# Witold Rudowski

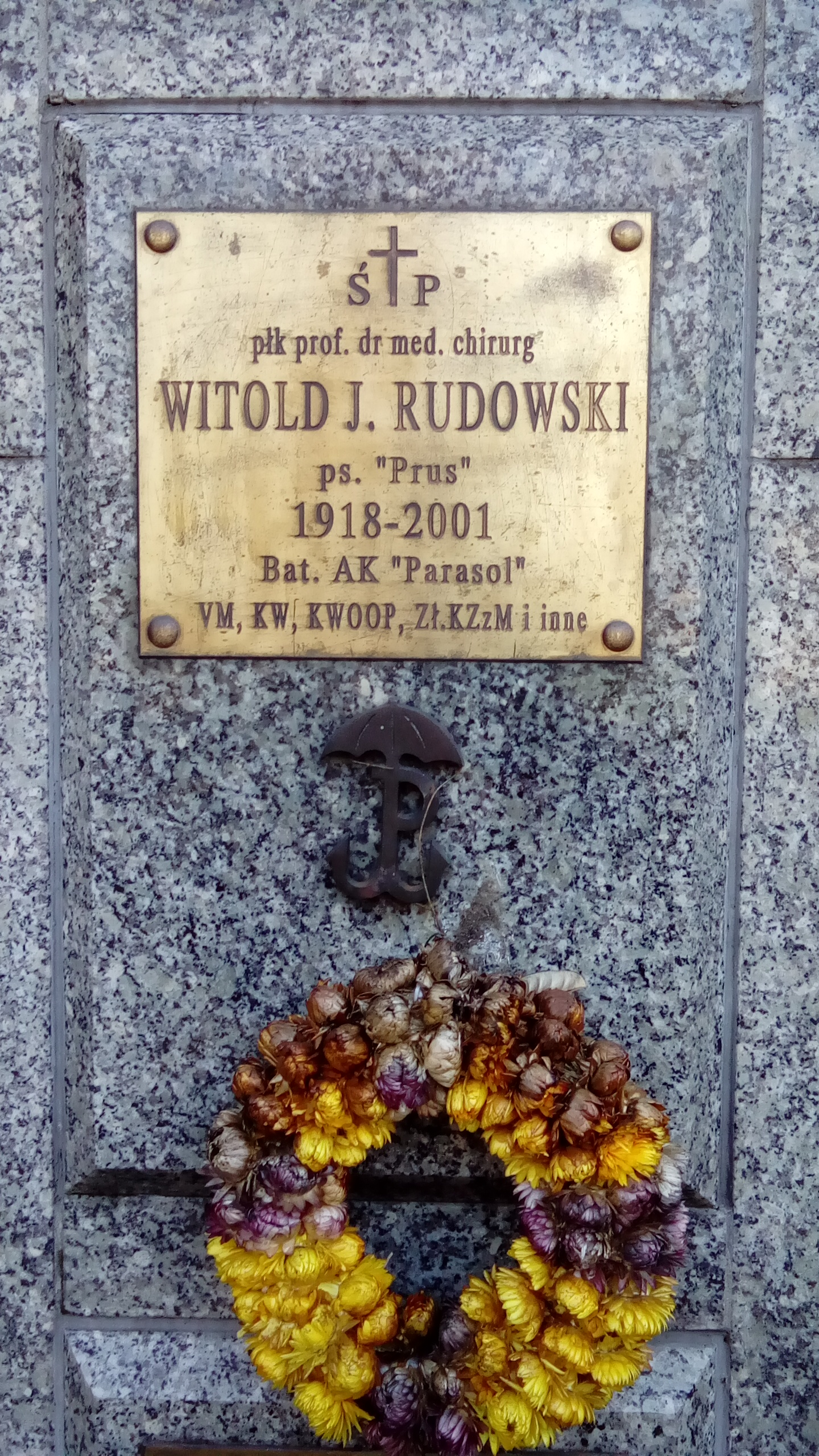
Grób Witolda Rudowskiego na Cmentarzu Wojskowym na Powązkach

Witold Janusz Rudowski (ur. 17 lipca 1918 w Piotrkowie Trybunalskim, zm. 10 września 2001 w Warszawie) – profesor nauk medycznych, chirurg i transfuzjolog, specjalista leczenia oparzeń, profesor zwyczajny Akademii Medycznej w Warszawie.

## Życiorys
Ukończył tajny Wydział Lekarski Uniwersytetu Warszawskiego w 1943, walczył w powstaniu warszawskim. W 1947 uzyskał stopień doktora, a w 1952 stopień doktora habilitowanego. Tytuł profesora otrzymał w 1970.
Był dyrektorem Instytutu Hematologii w Warszawie, wieloletni kierownik Kliniki Chirurgii Instytutu Hematologii w Warszawie, członek rzeczywisty PAN, prezes Towarzystwa Chirurgów Polskich, Prezes Towarzystwa Naukowego Warszawskiego (1995-2001).
Był autorem ponad 500 prac naukowych opublikowanych w czasopismach krajowych i zagranicznych, oraz 3 książek, promotorem ponad 20 prac doktorskich.
Spoczywa na Cmentarzu Komunalnym (d. Wojskowym) na Powązkach (kw. D18 kolumbarium lewe, strona A, rząd 2, nisza 3).

## Odznaczenia i wyróżnienia
Postanowieniem prezydenta Aleksandra Kwaśniewskiego z 14 marca 2000 został odznaczony Krzyżem Wielkim Orderu Odrodzenia Polski za wybitne zasługi dla chirurgii polskiej, za osiągnięcia w pracy naukowej i dydaktycznej.
Był doktorem honoris causa Akademii Medycznej w Poznaniu (1975), Akademii Medycznej w Warszawie (1978), Akademii Medycznej w Łodzi (1980), Akademii Medycznej we Wrocławiu (1982), Akademii Medycznej w Krakowie (1989), Wojskowej Akademii Medycznej w Łodzi (1989), Akademii Medycznej w Białymstoku (1990), Akademii Medycznej w Lublinie (1993) oraz Uniwersytetu w Edynburgu (1983).